# Emmett Carls

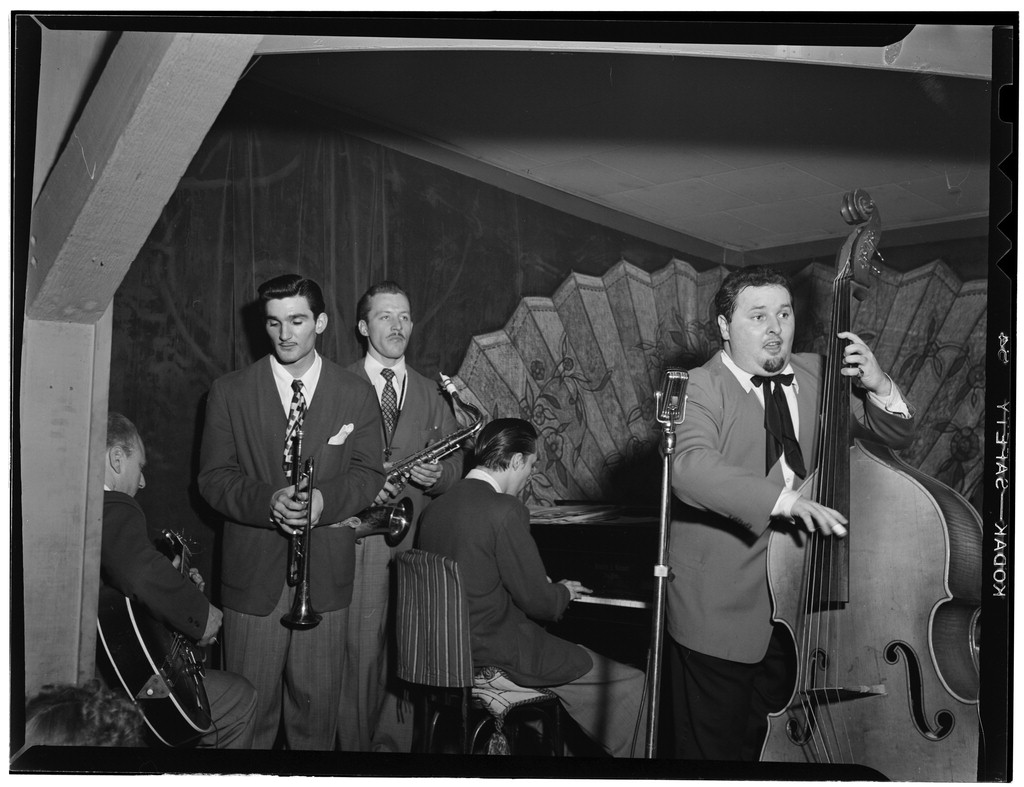
Conte Candoli, Emmett Carls (midden) en Chubby Jackson met een onbekende gitarist en pianist (waarschijnlijk Billy Bauer en Tony Aless) in Esquire Club, Long Island, ca. april 1947. Foto: William P. Gottlieb.

Emmett Carls (1 april 1917 - november 1980) was een Amerikaanse tenorsaxofonist in de jazz.

## Biografie
Carls speelde vanaf 1942 in Chico Marx Orchestra, bij Sonny Dunham en vervolgens bij Boyd Raeburn, In de periode 1944-45 was hij bij Stan Kenton de eerste tenorist.
In 1945 studeerde hij in Chicago bij Lennie Tristano. Carls leidde in die tijd een bigband, met daarin Tristano, maar deze groep heeft alleen gerepeteerd en niet daadwerkelijk opgetreden. In maart 1945 maakte hij in Chicago onder eigen naam opnames (The Lost Session), waarop onder meer Tristano, Marky Markowitz, Earl Swope, Chubby Jackson en Don Lamond meespeelden. Carls ging daarna naar Washington, DC. Vanaf eind 1945 werkte hij in New York met Benny Goodman, Mildred Bailey en Chubby Jackson. 
In 1946 huwde hij de actrice en zangeres Dorothy Claire, waarmee hij bij Dunham had samengewerkt. Het jaar erop leidde hij in New York een combo, die wel met strijkers werkte. In 1949 speelde hij in het orkest van Chubby Jackson. In 1952 leidde hij het Carousel Orchestra in Pittsburgh.

In de jazz speelde hij tussen 1943 en 1947 mee op 23 opnamesessies.